# Judy Mowatt
Judy Mowatt, född 11 november 1952 i Gordon Town, St. Andrew Parish, Jamaica, är en av reggaemusikens mest välkända och framstående sångerskor, kanske enbart överträffad av kollegan Marcia Griffiths. Hon är även en ansedd soul- och gospelsångerska, låtskrivare och musikproducent. Hon var bara i tonåren när hon fick sin första stora inhemska hit med låten "I Shall Sing". Parallellt med en solokarriär ingick hon tillsammans med Griffiths och Rita Marley i vokalisttrion I-Threes, som utvecklades till specialister på att köra bakom just Bob Marley på hans turnéer samt på hans album från Natty Dread fram till Uprising, som släpptes ett år före hans död 1981. Judy Mowatt var även bandets koreograf, och hon ligger bakom många av Marleys välkända gester under konserterna liksom idén med att drapera scenens bakre vägg med jätteporträtt av Haile Selassie och den etiopiska flaggan. Fram till 1980-talet har hon även körat bakom en stor del av Jamaicas reggaeelit: Peter Tosh, Jimmy Cliff, Gregory Isaacs, Pablo Moses, Freddie McGregor (som länge var hennes man och som är far till två av hennes barn), U-Roy, Wailing Souls, Israel Vibration m.fl. Hon medverkar med en låt i filmen Heartland Reggae (1980) som filmades under One Love Peace Concert i Kingston 1978. Hon var den första kvinnan någonsin som nominerades till en Grammy 1986 för sitt album Working Wonders (1985). Hon konkurrerade med bl.a. Burning Spear och de då ännu tonåriga Ziggy och Stephen Marley i Melody Makers om utmärkelsen för 1985 års bästa reggaealbum, men det var Jimmy Cliff som tog hem priset med albumet Cliff Hanger. Judy Mowatt väckte viss uppmärksamhet när hon 1995 konverterade till kristendomen efter 22 år i rastafari-tron. Hon förklarade det hela med att hon insåg att Selassie var en kristen kung och inte Gud själv, och att hon borde göra precis som Selassie – dvs att tro på Jesus Kristus. Hon ifrågasattes av hela rastafari-rörelsen när hon berättade att hon hade fått ett telefonsamtal i maj 1981 från Bob Marleys hustru Rita i Miami, där Bob Marley låg döende i cancer på ett sjukhus. Plågad av outhärdliga smärtor skulle Bob ha sträckt ut armen och yttrat: "Hämta mig, Jesus", något som Judy Mowatt inte alls förstod vid den tidpunkten.

## Tidig karriär
Judy Mowatt växte upp i Kingston. Som flicka sjöng hon i kyrkokören, och i 14-årsåldern blev hon 1966 medlem i en danstrupp som turnerade runt i den karibiska övärlden. Efter några år kände Mowatt och två av hennes väninnor i dansgruppen, Beryl Lawson och Merle Clemonson att de ville prova på att sjunga professionellt. De bildade en sångtrio som fick namnet The Gaylettes. En tidig form av reggae hade börjat göra sig gällande, men trion var mer inriktad på amerikansk soul och rhytm and blues och influerades mycket av motown-soundet och sjöng många hits som kom därifrån. Särskilt den detroitbaseradeAretha Franklin hade ett mycket starkt inflytande på den unga Mowatt, och hade det fortfarande när Judy Mowatt nått medelåldern.
Eftersom Mowatt hade den bästa sångrösten blev hon förstesångare medan de två andra flickorna fyllde i med harmonier och kör. De var bara i 16-årsåldern när de fick en stor inhemsk hit med en låt de kallade "Silent River". Det är inget ovanligt att ungdomar lyckas med att spela in hitlåtar på Jamaica – andra exempel är Millie Small (My Boy Lollipopp), Jimmy Cliff (Miss Jamaica) och Bob Marley (Simmer Down). The Gaylettes upplöstes 1970 och Mowatt satsade på en solokarriär där hon komponerade flertalet av sina låtar själv. Med växande framgång följde dispyter om ersättningar och royalties. Judy Mowatt hade bl.a. ett skivkontrakt med Federal Records som gjorde att hon kände sig livegen, eftersom det skulle uppdateras automatiskt vart femte år. Den genialiske reggaeproducenten Lee "Scratch" Perry, som just då jobbade med att skapa ett unikt sound åt The Wailers (dvs Bob Marley, Peter Tosh och Bunny Wailer), kom med en lösning. Efter att ha ögnat igenom kontraktet rådde han Mowatt att byta namn för att få royalties och/eller nya kontrakt för nya låtar som hon komponerade och/eller spelade in. Jean Watt var ett av de alias som Judy Mowatt använde, Julian ett annat.
Judy Mowatt vände sig sedan till Sonia Pottinger, förmodligen den enda kvinna som haft en ledande ställning i den jamaicanska musikindustrin. Mowatt skaffade sig kontroll över sin egen karriär och bildade det egna skivmärket Ashandan. Musiken hon spelade in blev i allt större utsträckning reggae. Många reggaeartister gick vid denna tidpunkt över till rastafari-tron. Mowatt imponerades av den starka religiösa idealism som fanns i reggaemusiken, men inte av den kvinnosyn som fanns i rastafari. Till slut blev hon ändå medlem i The Twelve Tribes of Israel, som var den största av de 3-4 riktningar inom rastafari som fanns.

## I-Threes

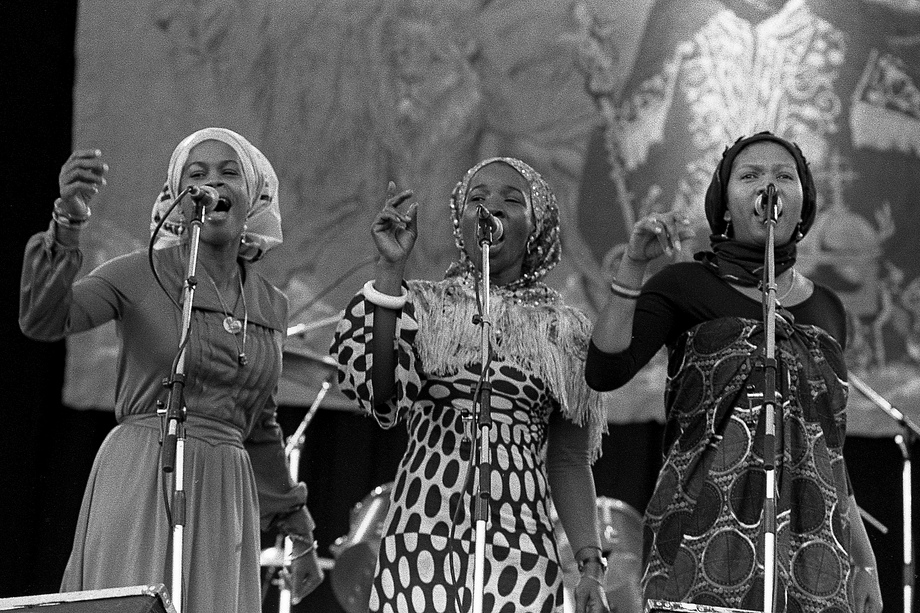
The I-Threes live 1980. Från vänster: Judy Mowatt, Rita Marley och Marcia Griffiths.

Judy Mowatt sällskapade med Bunny Livingston/Wailer i början av 1970-talet, och hon har skrivit några av de låtar som framförts av Bunny Wailer. På The Wailers LP Burnin' (1973) finns två låtar som Bunny Wailer sjöng och som har skrivits av Judy Mowatt under pseudonymen Jean Watt: "Hallelujah Time" och "Pass It On". Dessutom spelade The Wailers in en singel, "Reincarnated Soul", som skrivits av Jean Watt och där Bunny Wailer var huvudsångare. Denna låt hamnade sedan under namnet "Reincarnated Souls" på Bunny Wailers soloalbum Blackheart Man (1976). En av Judy Mowatts stora hits från 1974 var "I Shall Sing" – en reggaecover av den sydafrikanska sångerskan Miriam Makebas sång med samma namn. Identiska inspelningar av denna låt, producerade av Sonia Pottinger för Trojan Records, gavs ut på singlar med Judy Mowatt and The Gaytones respektive Jean and The Gaytones. Så visst var Jean och Judy samma person.
År 1974 år rekryterades Judy och Bob Marleys hustru Rita av Marcia Griffiths för att köra bakom henne och hennes sångpartner Andy i duon Bob & Marcia. De tre kvinnorna tyckte att det gick så bra att de bildade vokalisttrion I-Threes. Detta skedde en tid efter att Bunny Wailer och Peter Tosh lämnat gruppen The Wailers, och Bob Marley behövde ersätta deras harmonierande röster, och därför värvades Griffiths, Marley och Mowatt, dvs The I-Threes, för att köra på Bob Marley & The Wailers nästkommande LP Natty Dread. The I-Threes kom därefter att medverka och bidra med liv åt gruppens alla album och konserter fram till Bob Marleys död 1981. Judy Mowatt svarade även, tack vare sin bakgrund som dansare, för the I-Threes koreografi, och efter en tid hjälpte hon hela bandet – var olika musiker skulle vara placerade, hur Marley skulle röra sig på scenen, hur inledningen till en konsert skulle se ut för att publikens förväntningar skulle byggas upp, till och med olika gester som Marley skulle göra i samband med olika budskap i sina låtar. De välkända poséerna där Marley står som en korsfäst respektive täcker sina ögon med vänster hand är Mowatts idéer. Marley visade sin tacksamhet genom att låta henne välja vilka av hans låtar hon ville till sina soloalbum.
Judy Mowatt lyckades någorlunda med sin solokarriär trots det hundraprocentiga engagemang som både hennes barn med reggaesångaren Freddie McGregor och turnélivet med Bob Marley & The Wailers krävde. År 1975 släppte hon sin LP Mellow Mood, och därefter kom Black Woman (1980), Only A Woman (1982), Working Wonders (1985) och Love Is Overdue (1986). Black Woman utpekas ibland av kritiker som det bästa reggaealbum som en sångerska komponerat och spelat in. Look At Love (1991) är det album som klättrat högst med en niondeplats på Billboardlistan. Judy Mowatt har ofta återkommit i intervjuer till det stöd, de råd och den hjälp hon fick av Marley i hennes solokarriär och att hon personligen såg honom som Gamla Testamentets Josef i dennes andra tillblivelse. Hon berättar också om hur Marley sjöng låten "Lord, I've Got to Keep On Moving" om och om igen under soundchecket inför en av hans sista konserter, och låten var inte ens med på repertoaren. Hon förstod senare att Marley på detta sätt ville berätta att han skulle dö, men att ingen i bandet kunde förstå det eftersom rastafarianer "inte dog".

## Religionen och dess inverkan på Mowatts musik
Yesehaq, ärkebiskop för den nordamerikanska enklaven av den etiopisk-ortodoxa kyrkan (den kyrka som Etiopiens framlidne kejsare Haile Selassie tillhörde och var beskyddare av) och Judy Mowatt hävdar båda att Marley i kretsen av sina närmaste familjemedlemmar (däribland hustrun och barnen Sharon, Cedella, David (Ziggy Marley) och Stephen hade döpts av Yesehaq i USA och återvänt till kristendomen åtta månader före sin död.,. Judy Mowatt och bandmedlemmarna upplevde det som att Marley kastade bort allt det han slitit för att föra ut under sin karriär, men 15 år senare blev Judy Mowatt själv kristen.
Judy Mowatt gjorde två album till innan hon flyttade sin tro tillbaka till kristendomen. Detta skedde 1995, efter att hon varit rastafarian i 22 år. Hennes liv var jobbigt just då, och två av hennes barn satt i fängelse för innehav av marijuana – den ört som rastafarianerna ser som helig och som ett hjälpmedel vid meditation. Hon uppger själv att Gud trängde igenom hennes totala hängivenhet till rastafari och Haile Selassie som Guds manifestation på jorden. Hon lyssnade till en radiointervju med den etiopiske kejsaren, och som svar på en direkt fråga om den gudomliga status som rastafarianerna gett honom, betonar Selassie att han bara är en vanlig man, att han och hans familj en dag kommer att dö för att ersättas av nya generationer precis som alla andra människor, och att det är en hädelse när en människa kallar sig gudomlig. Judy Mowatt insåg då att Haile Selassie var en kristen kung, och inte Gud själv.
År 2002 kom hennes första album efter återvändandet till kristendomen. Something Old, Something New är ett album som innehåller gospel, soul och reggae. Förutom gospellåtarna markerar namnbytet av låten "Hold Dem Jah" till "Hold Them Jesus konverteringen. Även det jamaicanska "dem", ett ghetto-ord, har ersatts med det världsengelska "them". Albumet gjorde inte så mycket väsen av sig, men fick bra kritik i framför allt kristet orienterade magasin. Året därpå släppte hon albumet Sing Our Own Song. Titellåten är UB40:s hit från 1986, men Judy får det att låta som om det vore hennes sång, som recensenter uttrycker det, och det är dessutom andra gången hon gör en cover på samma UB40-låt.

## Diskografi (urval)

### Framgångsrika singlar
- "Silent River" (1968) (med The Gaylettes")
- "I Shall Sing" (1974)
- "Only A Woman" (1975)
- "Joseph" (1980)
- "Black Woman" (1980)
- "I Am Not Mechanical" (1982)
- "Let's Dance" (1985)
- "Look at Love" (1991)
- "Stop In The Name Of Love" (1992)
- "Rock Me" (1993)
- "Simmer Down" (1994)
- "Stop! In The Name Of Love" (1999)
- "Something Old, Something New" (2002)
- "Sing Our Own Song" (2003)
- "Big Woman" (2005)

### Studioalbum
- ? – We Shall Sing: The Gaylettes featuring Judy Mowatt. (Album med ett urval av singlar som Judy Mowatt och The Gaylettes släppte under reggaemusikens första sju år. När denna samling släpptes på CD är okänt.
  - Spår: Way Over Yonder, Take A Chance, Rescue Me, Mellow Mood, Je vous'aime, I Shall Sing, Groovin', Emergancy Call, Be Careful (Trojan)
- 1975 – Mellow Mood (Tuff Gong)
  - Spår: Mellow Mood, Love Seed, I'm Alone, What An Experience, Mr. Big Man, Pour Sugar On Me, You Were Too Good For Me, First Cut, Just A Stranger Here, Rasta Woman Chanto, My My People, Never Let Me Go
- 1980 – Black Woman. (Shanachie)
  - Spår: Strength To Go Through, Concrete Jungle, Slave Queen, Put It On, Zion Chant, Black Woman, Down In The Valley, Joseph, Many Are Called, Sisters Chant
- 1982 – Only A Woman (Shanachie)
  - Spår: You're My People, Only A Woman, Trade Winds, Think, Got To Leave The West, I Am Not Mechanical, On Your Mark, Big Woman, You Dont Care, King Of Kings
- 1985 – Working Wonders (Shanachie)
  - Spår: Black Man, Brown Man; Working Wonders, Lovemaking, Let's Dance, So Many Eyes, Mother Africa, Ethiopia Salaam, Hush Baby Mother, Traveling Woman, King's Highway
- 1986 – Love Is Overdue (Shanachie)
  - Spår: Sing Your Own Song (UB40), Love Is Overdue, Try a Little Tenderness, Long Long Time, Rock Me, Get Up and Chant, Screwface (Marley), Hold dem Jah, One More Time, Who Is He
- 1991 – Look At Love (Shanachie)
  - Spår: Fly African Eagle, Watchdogs, Groovin' (Brigati/Cavaliere), Guilty, Candle in the Window, Jah Live (Marley), Tomorrow Nation, Skin of My Skin, Look at Love, Lioness in the Jungle, Day by Day, Warrior Queen, Never Get Weary
- 1993 – Rock Me (Pow Wow)
  - Spår: Simmer Down (Marley), Rock Me, Guava Jelly (Marley), Zion Chant (Freddie McGregor/McGregor), Bubbling, Lean on Me, Life, Mad Mad World), I Shall Be Released (Dylan), House On Fire (Freddie McGregor/McGregor), Victory Is Near (Ellis), God Bless the Children (Holiday), Life
- 2001 – We Shall Sing: Girl Group Rocksteady & Reggae - The Gaylettes & Judy Mowatt (West Side)
  - Spår: Silent River Runs Deep, Something About My Man, I Like Your World, Here Comes The Feeling (That Lonely Feeling), If You Can't Be Good, Be Careful (Razaf, Waller) Something About My Man, Take A Chance (On Me), That's How Strong My Love Is, Son Of A Preacher Man, Groovin', Yester Me, Yester You, Yesterday, It Must Be Him, Way Over Yonder, I Love You (Je Vous Aime), Rescue Me, I Shall Sing, Emergency Call, Mellow Mood
- 2002 – Something Old, Something New (Judy M)
  - Spår: Who Is He, Victory Is Near, Many Are Called, I Sing Praises, Heal Our Land, Blood Washed Pilgrim, Fear Not, Revival, I Don't Wanna Stay Here, Strength To Go Through, Mother's Call, Blood Medley, Hold Them Jesus
- 2003 – Sing Our Own Song (Shanachie)
  - Spår: Sing Our Own Song (UB40), Many Are Called, Jah Live (Marley), Sisters Chant), Black Man, Brown Man, Fly African Eagle, Get Up Chant, Hold Dem Jah, King Of Kings, Screwface (Marley), Let's Dance (Davis), Ho Is He?
- 2007 – Love (Shanachie)
  - Spår: Sing Our Own Song (UB40), Many Are Called, Jah Live (Marley), Sisters Chant), Black Man, Brown Man, Fly African Eagle, Get Up Chant, Hold Dem Jah, King Of Kings, Screwface (Marley), Let's Dance (Davis), Ho Is He?

### Album där Mowatt medverkar i som en del av The I-Threes
- 1974 – Natty Dread (Bob Marley & The Wailers)
- 1975 – Live! (Bob Marley & The Wailers)
- 1976 – Escape From Babylon (Martha Velez)
- 1976 – Rastaman Vibration (Bob Marley & The Wailers)
- 1977 – Exodus (Bob Marley & The Wailers)
- 1978 – Babylon By Bus (Bob Marley & The Wailers)
- 1978 – Kaya (Bob Marley & The Wailers)
- 1979 – Survival (Bob Marley & The Wailers)
- 1980 – Uprising (Bob Marley & The Wailers)
- 1981 – Mauvaises Nouvelles des Etoiles (Serge Gainsbourg)
- 1983 – Confrontation (Bob Marley & The Wailers)
- 1983 – Beginning (I-Threes)
- 1984 – Legend (Bob Marley & The Wailers)
- 1991 – Legend (VHS) (Bob Marley & The Wailers)
- 1991 – Talkin' Blues (Bob Marley & The Wailers)
- 1992 – Songs Of Freedom (Bob Marley & The Wailers)
- 1994 – Live On (Wailing Souls)
- 1996 – Africa (Bob Marley & The Wailers, remastering av Osamu Shumoju)
- 1996 – Sahra (Khaled)
- 1997 – Presenting The Carnival Featuring The Refugee Allstars (Wyclef Jean)
- 1998 – Chicago Live 1975 (Bob Marley & The Wailers)
- 1998 – Yitzhak Rabin (Alpha Blondy)
- 1999 – Humaitarian (Jimmy Cliff)
- 2002 – Babylon by Bus (2001 Reissue) (Bob Marley & The Wailers)
- 2002 – Confrontation (2002 Reissue with Bonus Tracks) (Bob Marley & The Wailers)
- 2001 – Exodus (2001 Reissue with Bonus Tracks) (Bob Marley & The Wailers)
- 2001 – Exodus (Deluxe Edition, 25 låtar) (Bob Marley & The Wailers)
- 2001 – Kaya 2001 (Reissue with Bonus Tracks) (Bob Marley & The Wailers)
- 2001 – Kaya (Japan Bonus Tracks (Bob Marley & The Wailers)
- 2001 – Legend Live In Concert (Rick Wakeman)
- 2001 – Live (Expanded (Bob Marley & The Wailers)
- 2001 – One Love: The Very Best Of Bob Marley & The Wailers (Bob Marley & The Wailers) (20 låtar; obs albumet nedan är detsamma, men har 13 extra låtar)
- 2001 – One Love: The Very Best Of Bob Marley & The Wailers (Bob Marley & The Wailers) (33 låtar)
- 2001 – Survival (Reissue with Bonus Track) (Bob Marley & The Wailers)
- 2001 – Trench Town Rock (box set - Bob Marley & The Mailers (95 låtar från samarbetet med Lee "Scratch" Perry
- 2001 – Uprising (Reissue with Bonus Tracks) (Bob Marley & The Wailers)
- 2002 – Legend (Deluxe Edition) (Bob Marley & The Wailers) (29 Låtar)
- 2002 – One Love: The Very Best of Bob Marley (Japan Bonus Di) (Bob Marley & The Wailers) (34 låtar)
- 2002 – Rastaman Vibration (Deluxe Edidion) (Bob Marley & The Wailers)
- 2002 – The I-Threes Sing Bob Marley (I-Threes)
- 2003 – Aux Armes et Cætera (French Bonus Disc) (Serge Gainsbourg)
- 2003 – Babylon by Bus/Catch a Fire/Burnin' (Bob Marley & The Wailers) (Liveskivan plus The Wailers två första LP på IslandRecords)
- 2003 – Exodus/Survival/Confrontation (Bob Marley & The Wailers)
- 2003 – Legend (2 CD + DVD) (Bob Marley & The Wailers)
- 2003 – Live At Roxy: The Complete Concert (Bob Marley & The Wailers)
- 2003 – Uprising/Kaya/Catch a Fire (Bob Marley & The Wailers)
- 2003 – Aux Armes et Cætera (US Bonus Disc) (Serge Gainsbourg)
- 2004 – Live! At the Rainbow (Serge Gainsbourg)
- 2004 – Mauvaises Nouvelles des Etoiles (US Bonus Disc) (Serge Gainsbourg)
- 2004 – Gold (Bob Marley & The Wailers)
- 2005 – Live At The Rainbow (DVD) (Bob Marley & The Wailers)
- 2007 – Exodus (30th Anniversary Edition (CD) (Bob Marley & The Wailers)
- 2002 – Exodus (30th Anniversary Edition (DVD) (Bob Marley & The Wailers)
- 2007 – Songs Of Bob Marley (I-Threes)
- 2008 – Kaya (Bonus Track) (Bob Marley & The Wailers)
- 2008 – Legend 2 (Bob Marley & The Wailers)